# Garður
Garður era un comune islandese della regione di Suðurnes.
Nel 2018 si è fuso con Sandgerði per creare il nuovo comune di Suðurnesjabær.
Garður è famosa per i suoi fari. Il vecchio faro di Garðskagi fu costruito nel 1897 ed è stato sostituito nel 1944.. Il vecchio faro è sede di un museo ed è stato utilizzato fino di recente per lo studio degli uccelli migratori provenienti dalla Groenlandia e dal Nord America per riprodursi lungo queste coste.

## Galleria d'immagini

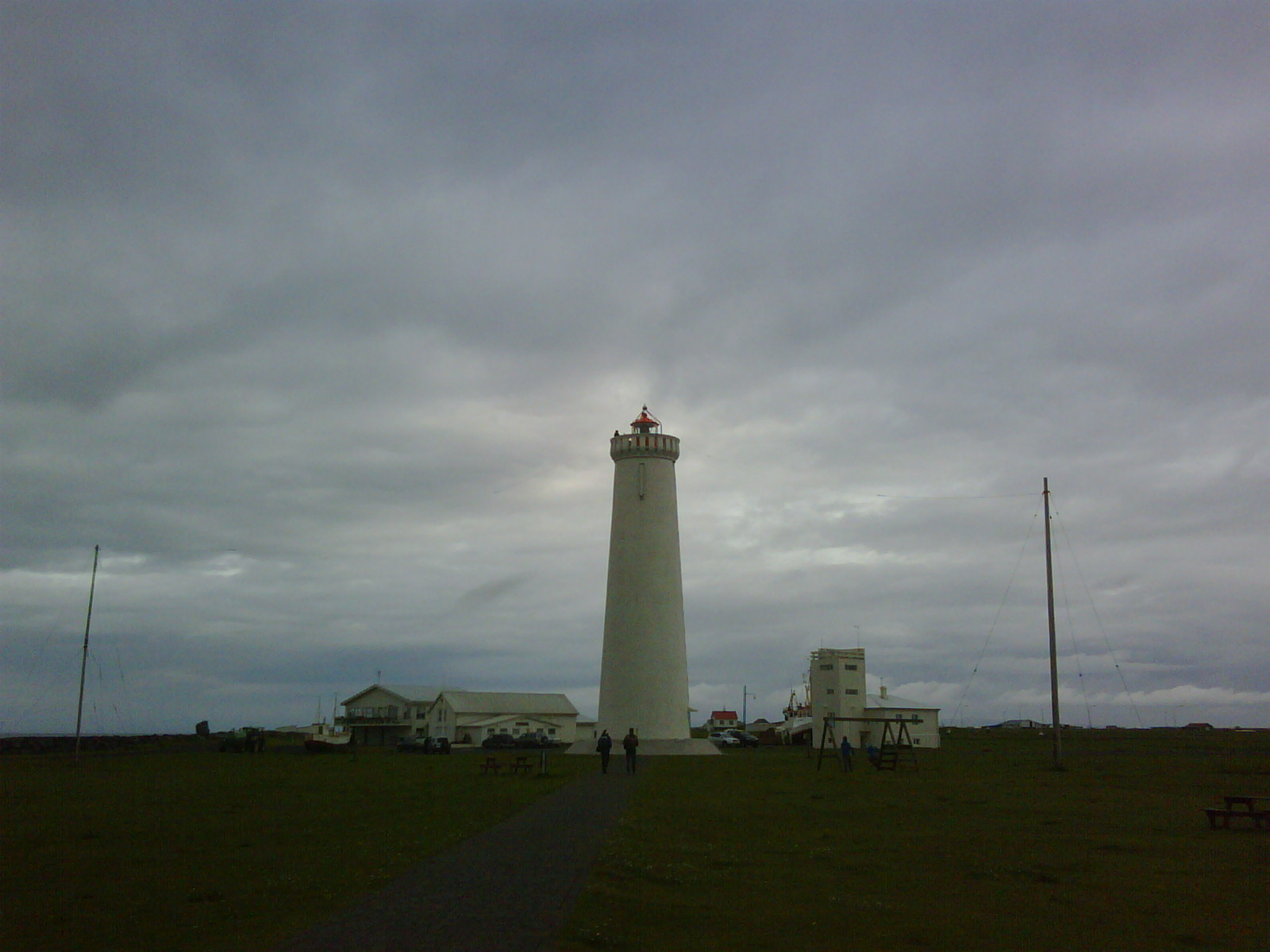
Faro di Garður
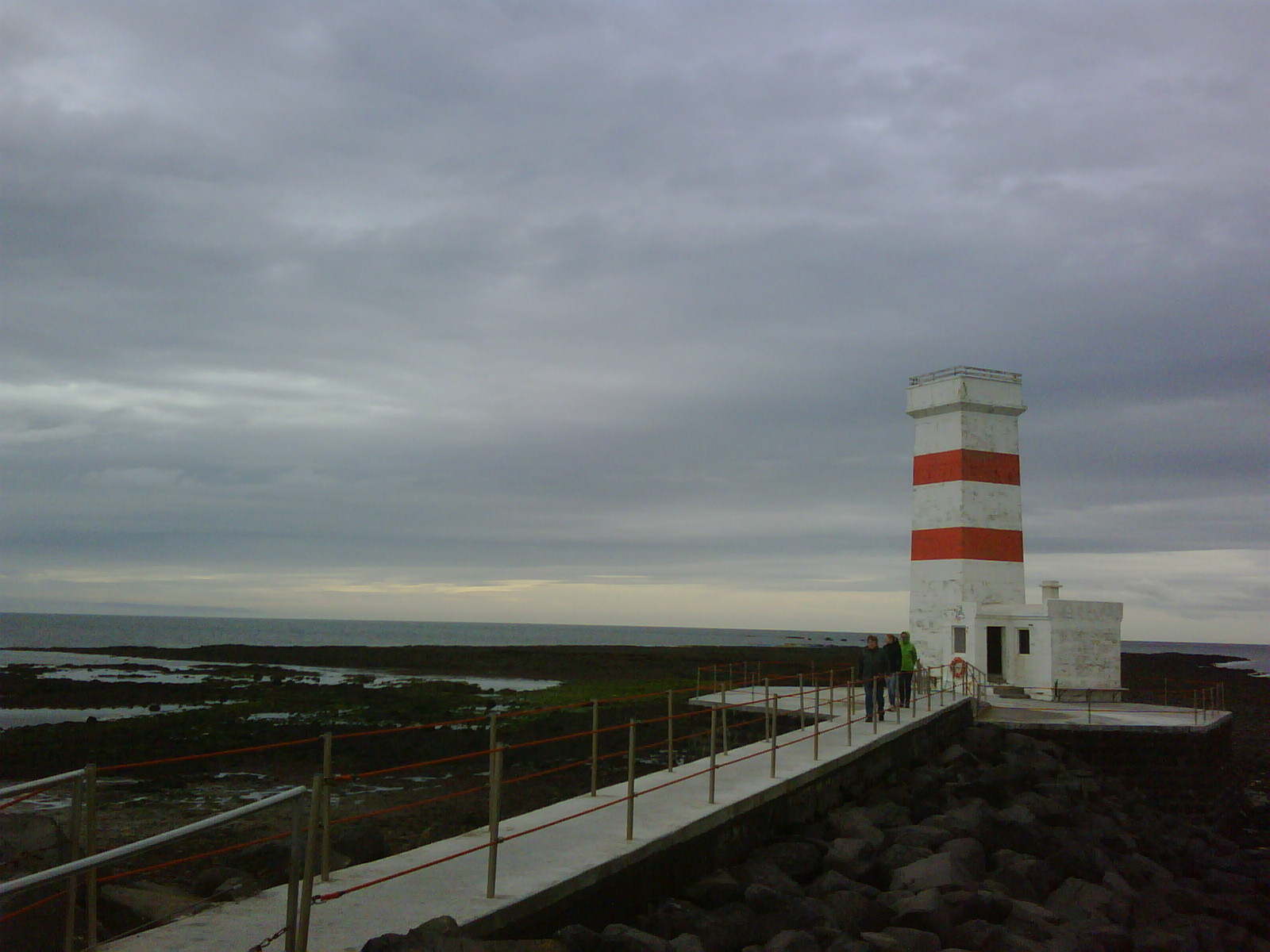
Garðskagaviti